# سیستم ارتباطات جهانی با فرکانس بالا

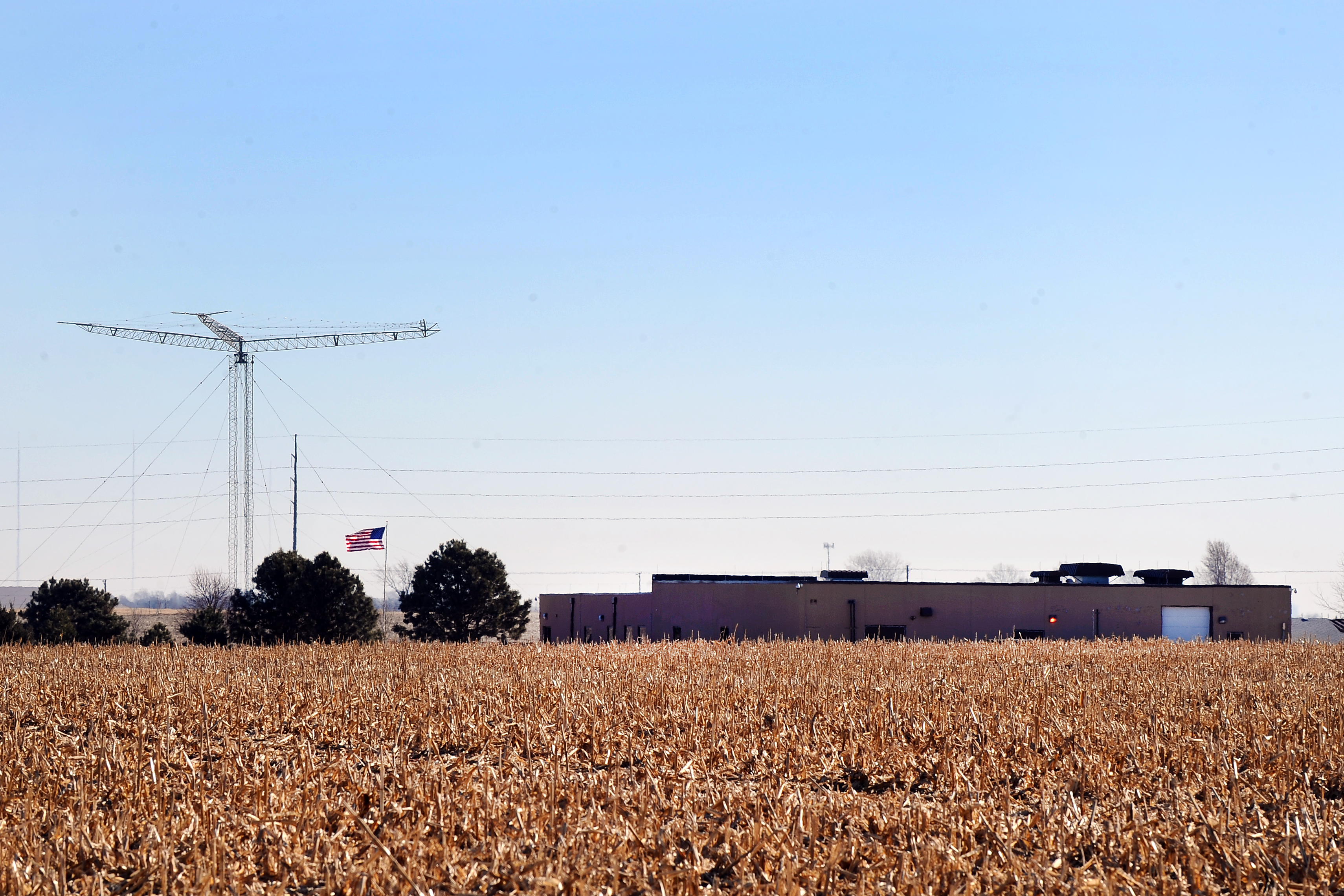
ایستگاه HFGN واقع در الخورن

سیستم ارتباطات جهانی با فرکانس بالا (HFGCS)  (به انگلیسی: High Frequency Global Communications System) شبکه ای از فرستنده‌های موج کوتاه باندجانبی نیروی هوایی ایالات متحده است که برای ارتباط با هواپیمای در پرواز، ایستگاه‌های زمینی و برخی دارایی‌های سطح نیروی دریایی ایالات متحده استفاده می شود. تمام سایت‌های دریافت و ارسال کننده در سراسر جهان در سیستم HFGCS از طریق پایگاه هوایی اندروز و پایگاه هوایی گرند فورکس از راه دور کنترل می‌شوند. قبل از ۱ اکتبر ۲۰۰۲ این سیستم به عنوان سیستم فرکانس بالا جهانی (GHFS) شناخته می‌شد.

## فرکانس‌های مرتبط
ایستگاه‌های HFGCS بیشتر در باندهای هواپیمایی فشرده ۵، ۶ ، ۸ و ۱۱/۱۲ مگاهرتز فعالیت می‌کنند، اگرچه فرکانس‌های دیگری نیز در حال استفاده هستند. فرکانس‌های اصلی صدا HFGCS 4724.0 کیلوهرتز، ۸۹۹۲٫۰ کیلوهرتز، ۱۱۱۷۵٫۰ کیلوهرتز و ۱۵۰۱۶٫۰ کیلوهرتز هستند. علاوه بر HFGCS، هوابردهای ایالات متحده اغلب از ایستگاه‌های HF سیستم رادیویی کمکی نظامی (MARS) HF (13927.0 کیلوهرتز) و ایستگاه‌های HF نیروهای کانادایی (۱۱۲۳۲٫۰ کیلوهرتز) برای پخش پیام استفاده می‌کنند. فرکانس‌های گسسته دیگری نیز به عنوان بخشی از شبکه HFGCS در دسترس هستند و مورد استفاده قرار می‌گیرند.

## استفاده‌های دیگر
یک استفاده معمول دیگر برای HFGCS برقراری تماس تلفنی از هواپیمای در حال پرواز با استفاده از شبکه دفاعی تغییر یافته (DSN) با پایگاه نیروی هوایی ایالات متحده، ایستگاه هوایی نیروی دریایی ایالات متحده، ایستگاه هوایی سپاه تفنگداران دریایی ایالات متحده، فرودگاه هوایی ارتش آمریکا یا گارد ملی هوایی در فرودگاه‌های غیرنظامی، یا تأسیسات پشتیبانی هواپیمایی گارد ملی ارتش یا گارد ملی ارتش مستقر در فرودگاه‌های غیرنظامی، برای اطلاع از شرایط آب و هوایی محلی و ترتیب سوخت‌گیری مجدد و اطلاع از تعداد مسافران و خدمه پایگاه. HFGCS همچنین اخبار پیام‌های اضطراری را نیز به همراه دارد.

## ایستگاه‌ها HFGCS
ایستگاه‌های شبکه HFGCS HF-GCS
- آندرسن گلوبال، پایگاه نیروی هوایی آندرسن، گوام، ایالات متحده آمریکا
- اندروز گلوبال، پایگاه نیروی هوایی اندروز، مریلند، ایالات متحده آمریکا
- Ascension Global, RAF Ascension Island / Field Aluxiliary Alcension]], Ascension Island، سرزمینهای خارج از انگلیس
- کروتون گلوبال، RAF کورتون، انگلستان
- دیگو گارسیا گلوبال، ایالات متحده تسهیلات پشتیبانی دریایی دیگو گارسیا، قلمرو اقیانوس هند انگلیس
- الماندورف گلوبال، پایگاه نیروی هوایی الماندورف، آلاسکا، ایالات متحده آمریکا
- هیکام گلوبال، پایگاه مشترک پرل هاربر-هیکام  (پایگاه نیروی هوایی هیکام)، هاوایی، ایالات متحده آمریکا
- لاجس گلوبال، زمینه لاجس، آزور، پرتغال
- سایت گیرنده لینکلن (با نام مستعار West Coast Global)، پایگاه نیروی هوایی بیال، کالیفرنیا، ایالات متحده آمریکا
- آفوت گلوبال، پایگاه نیروی هوایی Offutt، نبراسکا، ایالات متحده آمریکا
- پورتوریکو جهانی، سالیناس ، پورتوریکو، ایالات متحده آمریکا
- سیگونلا گلوال، ایالات متحده ایستگاه هوایی نیروی دریایی سیگونلا، سیسیل، ایتالیا
- یوکوتا گلوبال، پایگاه هوایی یوکوتا، ژاپن

ایستگاه‌های بسته (GHFS و HFGCS)
- توله گلوبال، پایگاه هوایی Thule، گرینلند
- کفلاویک جهانی، ایالات متحده سابق ایستگاه هوایی نیروی دریایی کفلاویک، ایسلند
- لورینگ گلوبال، سابق پایگاه نیروی هوایی لورینگ، ماین، ایالات متحده آمریکا
- مک دیل گلوبال، پایگاه نیروی هوایی MacDill، فلوریدا، ایالات متحده آمریکا
- اسکات گلوبال، پایگاه نیروی هوایی اسکات، ایلینوی، ایالات متحده آمریکا
- مک کلن گلوبال، سابق پایگاه نیروی هوایی مک کلن، کالیفرنیا، ایالات متحده آمریکا
- بایون گلوبال (بایون، نیوجرسی)؛ ایستگاه سابق USTRANSCOM که توسط فرماندهی استقرار و توزیع سطح (SDDC) از سال ۱۹۸۹ تا ۱۹۹۹ کار می‌کرد.